# Taito Legends
Taito Legends est une compilation de jeu vidéo développé et édité par Empire Interactive sorti en 2005 sur PlayStation 2, Xbox et Windows uniquement en occident.
Une compilation similaire nommée Taito Memories est sortie uniquement au Japon. Une suite nommée Taito Legends 2 est sortie l'année suivante.

## Liste des jeux
| Titre                                         | Date |
| --------------------------------------------- | ---- |
| Space Invaders                                | 1978 |
| Space Invaders Part II                        | 1979 |
| Phoenix                                       | 1980 |
| Colony 7                                      | 1981 |
| The Electric Yo-Yo                            | 1982 |
| Jungle Hunt                                   | 1982 |
| Zoo Keeper                                    | 1982 |
| Elevator Action                               | 1983 |
| Great Swordsman                               | 1984 |
| Return of the Invaders                        | 1985 |
| Bubble Bobble                                 | 1986 |
| Gladiator                                     | 1986 |
| Scramble Formation                            | 1986 |
| Exzisus                                       | 1987 |
| Operation Wolf                                | 1987 |
| Plump Pop                                     | 1987 |
| Rastan Saga                                   | 1987 |
| Rainbow Islands: The Story of Bubble Bobble 2 | 1987 |
| Super Qix                                     | 1987 |
| Operation Thunderbolt                         | 1988 |
| The NewZealand Story                          | 1988 |
| Battle Shark                                  | 1989 |
| Continental Circus                            | 1989 |
| Plotting                                      | 1989 |
| Volfied                                       | 1989 |
| The Ninja Kids                                | 1990 |
| Space Gun                                     | 1990 |
| Thunder Fox                                   | 1990 |
| Tube It                                       | 1993 |